# Survivor (реалити-шоу)
Survivor (с англ. — «Выживший») — американское реалити-шоу, транслируемое каналом CBS. Игра является адаптацией шведской телепередачи «Expedition Robinson». Бессменным ведущим американского варианта шоу является Джефф Пробст, а продюсером — Марк Бёрнетт.
Суть реалити-шоу состоит в том, что группу незнакомцев (от 16 до 20 человек) помещают в удалённом незаселённом месте (чаще всего это бывают тропические острова), где они сами должны добывать себе пищу, воду, огонь и строить укрытие от природных стихий. Кроме того, участники борются не только с природой, но и друг против друга: по окончании определённого отрезка времени они должны изгонять одного из соплеменников путём голосования. Последний оставшийся участник становится победителем и получает в качестве награды миллион долларов США и звание «Последнего героя» (англ. Sole Survivor, буквально «единственный выживший»).
Американская версия оказалась более успешной, чем остальные, в плане продолжительности и популярности. В период с 2000 по 2006 годы все сезоны попадали в десятку самых популярных шоу страны. «Survivor» было также номинировано на премию Эмми несколько раз в 2000-х, а ведущий Джефф Пробст выиграл в номинации «Лучший ведущий реалити-шоу» четыре раза подряд с 2008-го по 2011 годы. В 2007 году журнал «Time» включил шоу в список 100 лучших телепередач всех времён.

## История
Игра была придумана Чарли Парсонсом в 1994 году для британской телекомпании «Planet 24». Проект понравился каналу BBC, однако вместо него было решено разработать похожее шоу под названием «Castaway 2000». В итоге, формат придуманный Парсонсом был впервые реализован на шведском телевидении под названием «Экспедиция Робинзон» («Expedition Robinson») в 1997 году.
В 2000 году шоу дебютировало и на американском телевидении под названием «Survivor». Продюсером шоу стал Марк Бёрнетт, на роль ведущего был приглашён Джефф Пробст. Первый сезон американской версии был снят в Малайзии на острове Пулау Тига с 13 марта по 20 апреля. 31 мая того же года на канале CBS состоялась премьера нового реалити-шоу. Финал первого сезона, который вышел в эфир 23 августа, до сих пор является самым рейтинговым выпуском шоу. Самым первым победителем «Survivor» стал корпоративный тренер из Род Айленда Ричард Хэтч.

## Правила
Правила игры меняются от сезона к сезону, однако самые главные элементы остаются неизменными. На первом этапе участники поделены на племена, которые соревнуются между собой и изгоняют каждый раз одного человека из проигравшего племени. Это продолжается до того момента, когда племена объединяются в одно. Тогда игра из командной превращается в личную, и участники соревнуются за право обладания персонального иммунитета. В определённый момент (в каждом сезоне по-разному) изгнанные участники не выбывают из игры окончательно, а становятся членами жюри, которое в итоге и решит, кто выиграет главный приз. Когда в игре остаются три или четыре человека, они борются за место в финале. В сезонах с финалом на двоих победитель последнего испытания решает, кто из двух проигравших пройдёт с ним в финал, а кто станет последним членом жюри. В сезонах с финалом на троих изначально четвёртого изгоняли путём голосования, но, начиная с 35-го сезона, победитель последнего испытания вновь получил право выбора второго финалиста, в то время как третий финалист определяется путём соревнования по разжиганию костра. В финале члены жюри задают вопросы финалистам, чтобы решить за кого голосовать. После голосования Пробст либо объявляет об окончании игры и приглашает всех участников на оглашение результатов, которое состоится после выхода в эфир всех выпусков сезона (в сезонах 2 по 40), либо оглашает результаты на месте (в первом сезоне, и начиная с 41-го сезона). До 39 сезона последняя серия всегда заканчивалась специальной «встречей выпускников», которая транслировалась в прямом эфире из Нью-Йорка или Лос-Анджелеса. Встреча начиналась с объявления имени победителя, после которого проводилось интервью с участниками шоу. В конце встречи транслировался проморолик следующего сезона. Из-за пандемии COVID-19 встреча выпускников сезона номер 40 была отменена, и вместо неё была онлайн встреча с финалистами и объявлением победителя. Начиная с 41 сезона, объявление победителя и встреча выпускников проходят сразу же на финальном совете племени, и без участников, выбывших до этапа формирования жюри.
В первых семи сезонах игра начиналась с двух племён по 8 человек. В восьмом сезоне впервые приняли участие 18 человек, и впервые они были разделены на три племени. Позже были сезоны, в которых в начале было четыре племени (первым был 12-й); сезоны с 20-ю участниками (первым был 10-й); сезоны в которых жюри формировалось до объединения племён; сезоны, в которых в финале играют три человека (начиная с 13-го). Племена могут быть поделены по разным признакам — пол, возраст, раса, профессия, сильные стороны участников и так далее.
Элементы игры, которые были добавлены в более поздних сезонах, включают в себя «Остров изгнания» (англ. Exile Island), на котором можно найти подсказки к месту нахождения «скрытого идола иммунитета» (англ. Hidden Immunity Idol), а также «Остров искупления» (англ. Redemption Island), который даёт возможность выбывшим участникам вернуться в игру. Новые элементы и правила продолжают появляться почти с каждым новым сезоном шоу, некоторые придумывают продюсеры американской версии, а некоторые заимствованы у вариантов других стран.
Первые 40 сезонов игра длилась 39 дней (исключением стал лишь второй сезон, в котором было 42 дня). Однако из-за пандемии COVID-19, начиная с сезона 41, игра длится 26 дней, что позволяет продолжать снимать по два сезона подряд, соблюдая двухнедельный карантин между съёмками. В соответствии с сокращением сезона было решено ужесточить условия для участников, чтобы 26 дней ощущались как 39.

### Элементы игры
Длительность сезона
- Удлинённый сезон — сезон длится 42 дня вместо стандартных 39.
- Укороченный сезон — сезон длится 26 дней вместо стандартных 39.
- Нулевой день (англ. Day Zero) — игра начинается за день до разделения участников на племена; нулевой день использовался только в сезонах, в которых соревновались пары, создавая ложное впечатление, что игра будет парной.

Локации
- Остров изгнания (англ. Exile Island) — место изгнания участников, в котором им приходится провести время вдали от остальных; на Острове изгнания могут находиться бонусы, такие как подсказки, позволяющие найти идол иммунитета.
- Остров искупления (англ. Redemption Island) — остров на который отправляются выбывшие участники, которые должны соревноваться между собой за право остаться в игре и за возможность вернуться в игру в качестве активных участников.
- Остров призраков (англ. Ghost Island) — хранит «проклятые» объекты с предыдущих сезонов; участники, нашедшие данные объекты, получают возможность «снять проклятие».
- Край вымирания (англ. Edge of Extinction) — выбывшие участники могут решить отправиться на отдельный остров, который в любой момент можно покинуть, тем самым покидая игру; все участники, которые остаются на острове автоматически гарантируют себе место в жюри; также, участники, которые находятся на острове могут получать бонусы, которые можно отправить тем, кто ещё в игре; перед объединением племён среди выбывших проводится соревнование, победитель которого возвращается в игру; подобное соревнование проходит и когда в игре осталось пять человек.
- Остров идолов (англ. Island of the Idols) — на этом острове в условиях, схожих с теми, в которых живут участники сезона, проживают два опытных участника шоу (в 39 сезоне, в котором фигурировал этот остров, ими были победитель 22 сезона Роб Мариано («Бостонский Роб») и дважды победитель (в сезонах 7 и 20) Сандра Диаз-Туайн), они выполняют роль учителей и тренеров для участников шоу, и не являются претендентами на миллион долларов.
- Саммит (англ. Summit), также известен под названиями «Путешествие» (англ. Journey) или «Остров штурвала» (англ. Shipwheel Island) — остров, на который отправляются участники разных племён, чтобы ближе познакомиться и попытаться выиграть различные преимущества, иногда рискуя потерять право голоса.

Общие элементы
- Перемешка племён (англ. Tribe Switch) — переход участников из одного племени в другое путём слепого жребия.
  - Расширение племён (англ. Tribe Expansion) — перемешка племён, в которой также создаётся третье новое племя.
- Мятеж (англ. Mutiny) — добровольный переход участников из одного племени в другое.
- Саммит — встреча участников племён, в которой обсуждаются вопросы объединения или перемешки.
- Ложное объединение/Единый мир (англ. Fake Merge/One World) — два племени проживают на одной и той же территории.
  - Право на объединение (англ. Earn the Merge) — племена собираются на одной территории, но один из игроков не будет частью объединённого племени, поскольку право на вступление в это племя сначала нужно заработать либо победив в соревновании, либо не будучи изгнанным после голосования на совете племени.
- Пальцем в небо (англ. Shot in the Dark) — на совете племени рядом с урной для голосования находятся ещё две урны: одна пустая и предназначена для специального кубика, который имеется у каждого из игроков, а во второй находятся шесть или двенадцать маленьких свитков, на одном или на двух из которых написано слово «safe» («в безопасности»), а на остальных — «not safe» («в опасности»); игроки имеют право рискнуть и отдать свой кубик, а также лишить себя права голоса, и выбрать один из свитков; если игроку попался свиток с надписью «в безопасности» — за него или неё нельзя голосовать.
- Победа или смерть (англ. Do or Die) — в одном из соревнований на иммунитет игроки должны выбрать, участвовать или нет; те, кто не участвует, не имеют возможности получить иммунитет, но и находятся в относительной безопасности, поскольку игрок, который выбывает из соревнования первым, обязан на совете племени сыграть в игру: ведущий предлагает на выбор три шкатулки, в одной рисунок огня, в двух остальных — рисунок черепа, если игрок не угадывает, в какой шкатулке огонь, он или она тут же выбывает из игры, если угадывает — получает иммунитет, и за него голосовать нельзя.
- Изгнанники (англ. Outcasts) — выбывшие участники получают возможность вернуться в игру перед объединением племён; для этого им нужно победить хотя бы одно племя в соревновании.
- Первое впечатление/Лидеры — в начале игры по первым впечатлениям племена должны либо выбрать самого слабого участника, либо назначить лидера.
- Совместный совет племени (англ. Joint Tribal Council) — два племени посещают совет вместе, и должны выгнать одного игрока.
- Грабёж — возможность отбирать предметы у племени соперников после победы в соревновании.
- Похищение/Обозреватель — возможность временно «похитить» игрока из проигравшего племени после победы в соревновании, либо отправить участника собственного племени в другое в качестве обозревателя для сбора информации.
  - Голос обозревателя — обозреватель получает возможность не только посетить другое племя, но и тайно проголосовать против одного из его членов.
- Медальон силы (англ. Medallion of Power) — племя, которое его использует получает преимущество в соревновании, однако после использования он переходит к другому племени.
- Клад — на территории племени зарыт клад, участники должны найти к нему карту и ключи.
- Богатые против бедных — одно племя живёт в комфортных условиях, у другого нет ничего.

Личные элементы
- Скрытый идол иммунитета (англ. Hidden Immunity Idol) — предмет, позволяющий обрести иммунитет и остаться в игре, отменив все голоса против участника, для которого он используется; бывает трёх типов:
  - Обнуляющий — обычный тип идола, использовать его можно только перед тем, как ведущий оглашает результат голосования.
  - Превентивный — работает, как личный иммунитет, выигранный в соревновании; за игрока, нашедшего такой идол, также нельзя голосовать на совете племени.
  - Супер-идол — идол, позволяющий отменить голоса после того, как результаты голосования были оглашены.
- Аннулирователь идола иммунитета (англ. Idol Nullifier) — позволяет отменить эффект идола иммунитета.
- Дополнительный голос (англ. Extra Vote) — возможность проголосовать дважды.
  - Блокирование голоса (англ. Vote Blocker) — возможность лишить одного из игроков права голоса.
  - Лишение голоса (англ. Vote Steal) — возможность лишить одного из игроков права голоса и проголосовать дважды.
  - Контроль над голосом (англ. Control a Vote) — возможность указать другому участнику, против кого проголосовать.
- Наследственное преимущество (англ. Legacy Advantage) — гарантирует обладателю иммунитет на совете племени, когда в игре осталось 6 человек; в случае изгнания, обладатель обязан передать преимущество любому другому участнику, оставшемуся в игре.
- Знание — сила (англ. Knowledge Is Power) — возможность спросить на совете племени у одного из игроков о наличии у него или неё какого-либо преимущества, в случае положительного ответа данный игрок обязан передать своё преимущество сопернику, задавшему вопрос.
- Безопасность без влияния (англ. Safety Without Power) — возможность покинуть совет племени, тем самым гарантировав себе безопасность, но в то же время и лишив себя права голоса.
- Удаление члена жюри (англ. Juror Removal) — возможность удалить одного из членов жюри, тем самым лишив его или её права присутствовать на финальном совете племени.
- Кража вознаграждения (англ. Reward Steal) — возможность отобрать вознаграждение у победителя соревнования.
- Огненные жетоны (англ. Fire Tokens) — валюта, с помощью которой можно приобрести еду, удобства или преимущества в игре.
  - Вымогательство (англ. Extortion Advantage) — возможность вымогать любое количество огненных жетонов от одного из участников; если участник не способен найти нужное количество жетонов, он или она не может принять участие в соревновании за иммунитет и голосовать на совете племени.
- Монета 50х50 (англ. 50/50 Coin) — монета, которую можно бросить во время совета племени, и получить иммунитет если она упала на правильную сторону.
- Преимущество в соревновании (англ. Challenge Advantage) — возможность облегчить условия соревнования за иммунитет для одного из участников.
- Усложнение соревнования (англ. Challenge Disadvantage) — возможность усложнить условия соревнования за иммунитет для одного из участников.
- Песочные часы (англ. Hourglass) — возможность игрока, не участвовавшего в соревновании, «повернуть время вспять», отдав победу проигравшим, а также себе.
- Амулет преимущества (англ. Advantage Amulet) — предмет, который могут поделить между собой три участника, по одному из каждого племени; если все трое в игре, амулет позволяет проголосовать ещё один раз на совете племени; если в игре остались два владельца амулета, они могут его использовать, чтобы лишить одного участника права голоса; когда в игре остаётся лишь один владелец, амулет превращается в идол иммунитета.
- Выбор чемпиона (англ. Choose Your Champion) — возможность попытаться предсказать, кто выиграет в соревновании на иммунитет; если предсказание сбывается, игрок сделавший его также получает иммунитет.
- Восстановление голоса (англ. Vote Regain) — возможность восстановить право голоса в случае его потери.

## Сезоны
| #  | Название | Место съёмок                                                          | Ситуация в начале | Победитель                     | Финалист(ы)                           | Финалист(ы)                           | Счёт      | Элементы |
| -- | --- | --------------------------------------------------------------------- | --- | ------------------------------ | ------------------------------------- | ------------------------------------- | --------- | --- |
| 1  | Borneo (Борнео) Съёмки: март—апрель 2000 Эфир: май—август 2000                                                                  | Пулау Тига, Сабах, Малайзия                                           | Два племени по восемь человек | Ричард Хэтч                    | Келли Уиглсуорт                       | Келли Уиглсуорт                       | 4-3       | Саммит |
| 2  | The Australian Outback (Австралийский Аутбэк) Съёмки: октябрь—декабрь 2000 Эфир: январь—май 2001                                | река Герберт на станции «Гошен», Квинслэнд, Австралия                 | Два племени по восемь человек | Тина Уэссон                    | Колби Доналдсон                       | Колби Доналдсон                       | 4-3       | Удлинённый сезон |
| 3  | Africa (Африка) Съёмки: июль—август 2001 Эфир: октябрь 2001—январь 2002                                                         | национальный заповедник Шаба, Кения                                   | Два племени по восемь человек | Итан Зон                       | Ким Джонсон                           | Ким Джонсон                           | 5-2       | Перемешка племён |
| 4  | Marquesas (Маркизские острова) Съёмки: ноябрь—декабрь 2001 Эфир: февраль—май 2002                                               | Нуку-Хива, Маркизские острова, Французская Полинезия                  | Два племени по восемь человек | Весепия Тауэри                 | Нелия Деннис                          | Нелия Деннис                          | 4-3       | Перемешка племён; Саммит |
| 5  | Thailand (Таиланд) Съёмки: июнь—июль 2002 Эфир: сентябрь—декабрь 2002                                                           | Ко Тарутао, провинция Сатун, Таиланд                                  | Два племени по восемь человек, состав племён определяют самые старшие участники | Брайан Хайдик                  | Клэй Джордан                          | Клэй Джордан                          | 4-3       | Мятеж; Ложное объединение |
| 6  | The Amazon (Амазонка) Съёмки: ноябрь—декабрь 2002 Эфир: февраль—май 2003                                                        | Риу-Негру, Амазонас, Бразилия                                         | Два племени по восемь человек, одно — мужское, другое — женское | Дженна Мораска                 | Мэтью фон-Эртфельда                   | Мэтью фон-Эртфельда                   | 6-1       | Перемешка племён; Саммит |
| 7  | Pearl Islands (Жемчужные острова) Съёмки: июнь—июль 2003 Эфир: сентябрь—декабрь 2003                                            | Жемчужные острова, Панама                                             | Два племени по восемь человек | Сандра Диаз-Туайн              | Лиллиан «Лилль» Моррис                | Лиллиан «Лилль» Моррис                | 6-1       | Грабёж; Клад; Похищение; Изгнанники |
| 8  | All-Stars (Звёздный сезон) Съёмки: ноябрь—декабрь 2003 Эфир: февраль—май 2004                                                   | Жемчужные острова, Панама                                             | Три племени по шесть человек, все 18 участников — звёзды предыдущих сезонов | Эмбер Бркич                    | Роб «Бостонский Роб» Мариано          | Роб «Бостонский Роб» Мариано          | 4-3       | Клад; Похищение; Перемешка племён |
| 9  | Vanuatu — Islands of Fire (Вануату — Острова огня) Съёмки: июнь—август 2004 Эфир: сентябрь—декабрь 2004                         | Эфате, провинция Шефа, Вануату                                        | Два племени по девять человек, одно — мужское, другое — женское | Крис Доэрти                    | Туайла Тэннер                         | Туайла Тэннер                         | 5-2       | Перемешка племён |
| 10 | Palau (Палау) Съёмки: октябрь—декабрь 2004 Эфир: февраль—май 2005                                                               | Корор, Палау                                                          | 20 человек делятся на два племени из девяти человек, два участника, которых не выбрали, выбывают из игры | Том Уэстман                    | Кейти Галлагер                        | Кейти Галлагер                        | 6-1       | Остров изгнания |
| 11 | Guatemala — The Mayan Empire (Гватемала — Империя майя) Съёмки: июнь—август 2005 Эфир: сентябрь—декабрь 2005                    | Лагуна Йашха, национальный парк Йашха-Накум-Наранхо, Петен, Гватемала | Два племени по девять человек, один из которых, участник предыдущего сезона | Дэнни Боутрайт                 | Стефени ЛаГросса                      | Стефени ЛаГросса                      | 6-1       | Перемешка племён; Саммит; Превентивный идол; Преимущество в соревновании |
| 12 | Panama — Exile Island (Панама — Остров изгнания) Съёмки: октябрь—декабрь 2005 Эфир: февраль—май 2006                            | Жемчужные острова, Панама                                             | Четыре племени из четырёх человек: молодые мужчины, молодые женщины, взрослые мужчины и взрослые женщины | Арас Башкаускас                | Даниэль ДиЛоренцо                     | Даниэль ДиЛоренцо                     | 5-2       | Остров изгнания; Супер-идол; Перемешка племён |
| 13 | Cook Islands (Острова Кука) Съёмки: июнь—август 2006 Эфир: сентябрь—декабрь 2006                                                | Аитутаки, Острова Кука                                                | Четыре племени по пять человек, которые поделены по этническим признакам: белые, азиаты, испаноязычные и афроамериканцы | Юл Квон                        | Оззи Луст                             | Бекки Ли                              | 5-4-0     | Остров изгнания; Супер-идол; Перемешка племён; Мятеж |
| 14 | Fiji (Фиджи) Съёмки: октябрь—декабрь 2006 Эфир: февраль—май 2007                                                                | Макуата, Вануа-Леву, Фиджи                                            | Два племени по девять человек сформированы одним «лишним» участником, который присоединяется к первому проигравшему племени | Эрл Коул                       | Кассандра Франклин и Дрэ «Дримз» Хёрд | Кассандра Франклин и Дрэ «Дримз» Хёрд | 9-0-0     | Богатые против бедных; Обнуляющий идол; Остров изгнания; Перемешка племён; Преимущество в соревновании |
| 15 | China (Китай) Съёмки: июнь—август 2007 Эфир: сентябрь—декабрь 2007                                                              | Чжэлиньское водохранилище, Цзюцзян, Цзянси, Китай                     | Два племени по восемь человек | Тодд Герцог                    | Кортни Йейтс                          | Аманда Киммел                         | 4-2-1     | Обнуляющий идол; Похищение; Перемешка племён |
| 16 | Micronesia — Fans vs. Favorites (Микронезия — Фанаты против фаворитов) Съёмки: октябрь—декабрь 2007 Эфир: февраль—май 2008      | Корор, Палау                                                          | Два племени по десять человек, одно состоит из новичков, второе — из участников прошлых сезонов | Парвати Шэллоу                 | Аманда Киммел                         | Аманда Киммел                         | 5-3       | Остров изгнания; Обнуляющий идол; Перемешка племён |
| 17 | Gabon — Earth’s Last Eden (Габон — Последний рай на земле) Съёмки: июнь—июль 2008 Эфир: сентябрь—декабрь 2008                   | заповедник Вонга-Вонге, Эстуарий, Габон                               | Два племени по девять человек, состав племён определяют самые старшие участники | Боб Краули                     | Сузи Смит                             | Джессика «Сахар» Кайпер               | 4-3-0     | Остров изгнания; Обнуляющий идол; Перемешка племён; Ложное объединение; Преимущество в соревновании |
| 18 | Tocantins — The Brazilian Highlands (Токантинс — Бразильское нагорье) Съёмки: ноябрь—декабрь 2008 Эфир: февраль—май 2009        | Жалапан, Токантинс, Бразилия                                          | Два племени по восемь человек | Джеймс «Джей Ти» Томас         | Стивен Фишбах                         | Стивен Фишбах                         | 7-0       | Первые впечатления; Обнуляющий идол; Остров изгнания; Мятеж |
| 19 | Samoa (Самоа) Съёмки: июнь—июль 2009 Эфир: сентябрь—декабрь 2009                                                                | Уполу, Самоа                                                          | Два племени по десять человек | Натали Уайт                    | Расселл Хэнц                          | Мик Тримминг                          | 7-2-0     | Лидеры; Обозреватель; Обнуляющий идол; Преимущество в соревновании |
| 20 | Heroes vs. Villains (Герои против злодеев) Съёмки: август—сентябрь 2009 Эфир: февраль—май 2010                                  | Уполу, Самоа                                                          | Два племени по десять человек — все участники предыдущих сезонов, поделённые на «героев» и «злодеев», исходя из их репутации и манеры поведения в предыдущих сезонах                                                                                   | Сандра Диаз-Туайн (второй раз) | Парвати Шэллоу                        | Расселл Хэнц                          | 6-3-0     | Обнуляющий идол |
| 21 | Nicaragua (Никарагуа) Съёмки: июнь—июль 2010 Эфир: сентябрь—декабрь 2010                                                        | Сан Хуан дель Сур, Ривас, Никарагуа                                   | Два племени по десять человек — одно состоит из молодых участников, второе — из более взрослых | Джад «Фабио» Бирза             | Чейс Райс                             | Мэтью «Сэш» Ленахан                   | 5-4-0     | Обнуляющий идол; Медальон силы; Перемешка племён |
| 22 | Redemption Island (Остров искупления) Съёмки: август—сентябрь 2010 Эфир: февраль—май 2011                                       | Сан Хуан дель Сур, Ривас, Никарагуа                                   | Два племени по девять человек, один из которых, участник предыдущего сезона | Роб «Бостонский Роб» Мариано   | Филлип Шеппард                        | Натали Тенерелли                      | 8-1-0     | Остров искупления; Обнуляющий идол |
| 23 | South Pacific (Юг Тихого океана) Съёмки: май—июль 2011 Эфир: сентябрь—декабрь 2011                                              | Уполу, Самоа                                                          | Два племени по девять человек, один из которых, участник предыдущего сезона | Софи Кларк                     | Бенджамин «Тренер» Уэйд               | Альберт Дестрад                       | 6-3-0     | Остров искупления; Обнуляющий идол |
| 24 | One World (Единый мир) Съёмки: август—сентябрь 2011 Эфир: февраль—май 2012                                                      | Уполу, Самоа                                                          | Два племени по девять человек, одно — мужское, другое — женское | Ким Спрэдлин                   | Сабрина Томпсон                       | Челси Майсснер                        | 7-2-0     | Единый мир; Обнуляющий идол; Перемешка племён; Преимущество в соревновании |
| 25 | Philippines (Филиппины) Съёмки: март—апрель 2012 Эфир: сентябрь—декабрь 2012                                                    | Карамоан, Южный Камаринес, Филиппины                                  | Три племени по шесть человек, один из которых, участник предыдущего сезона, который был эвакуирован по медицинским причинам | Дениз Стэпли                   | Майкл Скупин и Лиса Уэлчел            | Майкл Скупин и Лиса Уэлчел            | 6-1-1     | Обнуляющий идол; Преимущество в соревновании |
| 26 | Caramoan — Fans vs. Favorites (Карамоан — Фанаты против фаворитов) Съёмки: май—июнь 2012 Эфир: февраль—май 2013                 | Карамоан, Южный Камаринес, Филиппины                                  | Два племени по десять человек, одно состоит из новичков, второе — из участников прошлых сезонов | Джон Кокран                    | Доун Михэн и Шерри Битман             | Доун Михэн и Шерри Битман             | 8-0-0     | Обнуляющий идол; Перемешка племён; Преимущество в соревновании |
| 27 | Blood vs. Water (Кровь против воды) Съёмки: май—июнь 2013 Эфир: сентябрь—декабрь 2013                                           | Остров Палои, Кагаян, Долина Кагаян, Филиппины                        | Два племени: в одном — 10 бывших участников, во втором — их родственники, или близкие люди | Тайсон Апостол                 | Моника Калпеппер                      | Джервез Питерсон                      | 7-1-0     | Нулевой день; Остров искупления; Первые впечатления; Обнуляющий идол; Перемешка племён |
| 28 | Cagayan — Brawn vs. Brains vs. Beauty (Кагаян — Сила против ума против красоты) Съёмки: июль—август 2013 Эфир: февраль—май 2014 | Остров Палои, Кагаян, Долина Кагаян, Филиппины                        | Три племени по шесть человек — участники поделены на три категории: сильные, умные и красивые | Тони Влахос                    | У Хван                                | У Хван                                | 8-1       | Лидеры; Остров искупления; Перемешка племён; Супер-идол |
| 29 | San Juan del Sur — Blood vs. Water (Сан Хуан дель Сур — Кровь против воды) Съёмки: июнь—июль 2014 Эфир: сентябрь—декабрь 2014   | Сан Хуан дель Сур, Ривас, Никарагуа                                   | Десять пар родственников, поделены между двумя племенами, по одному из каждой пары в каждом из племён | Натали Андерсон                | Жаклин Шульц                          | Мисси Пэйн                            | 5-2-1     | Нулевой день; Остров изгнания; Обнуляющий идол; Перемешка племён; Преимущество в соревновании |
| 30 | Worlds Apart (Бесконечно далёкие миры) Съёмки: август—сентябрь 2014 Эфир: февраль—май 2015                                      | Сан Хуан дель Сур, Ривас, Никарагуа                                   | Три племени по шесть человек в каждом, участники поделены на три категории: белые воротники, синие воротники, и без воротников | Майк Холоуэй                   | Уилл Симс и Кэролин Ривера            | Уилл Симс и Кэролин Ривера            | 6-1-1     | Обнуляющий идол; Лидеры; Перемешка племён; Дополнительный голос; Преимущество в соревновании |
| 31 | Cambodia: Second Chance (Камбоджа: Второй шанс) Съёмки: май—июль 2015 Эфир: сентябрь—декабрь 2015                               | Као Рон, Камбоджа                                                     | 20 игроков с прошлых сезонов, выбранные путём зрительского голосования, поделены на два племени по 10 человек | Джереми Коллинс                | Таша Фокс и Спенсер Бледсоу           | Таша Фокс и Спенсер Бледсоу           | 10-0-0    | Обнуляющий идол; Расширение племён; Перемешка племён; Лишение голоса |
| 32 | Kaôh Rōng — Brawn vs. Brains vs. Beauty (Као Рон — Сила против ума против красоты) Съёмки: март—май 2015 Эфир: февраль—май 2016 | Као Рон, Камбоджа                                                     | Три племени по шесть человек — участники поделены на три категории: сильные, умные и красивые | Мишель Фицджеральд             | Обри Бракко                           | Тай Транг                             | 5-2-0     | Обнуляющий идол; Перемешка племён; Дополнительный голос; Удаление члена жюри; Супер-идол |
| 33 | Millennials vs. Gen X (Миллениалы против Поколения X) Съёмки: апрель—май 2016 Эфир: сентябрь—декабрь 2016                       | Острова Маманута, Фиджи                                               | Два племени по 10 человек — в одном представители «Поколения X», во втором — «Поколения Y». | Адам Кляйн                     | Кен Макникл и Ханна Шапиро            | Кен Макникл и Ханна Шапиро            | 10-0-0    | Обнуляющий идол; Саммит; Расширение племён; Наследственное преимущество; Кража вознаграждения |
| 34 | Game Changers — Mamanuca Islands (Изменившие правила игры — Острова Маманута) Съёмки: июнь—июль 2016 Эфир: февраль—май 2017     | Острова Маманута, Фиджи                                               | Два племени по 10 человек из участников прошлых сезонов, запомнившиеся тем, что резко повлияли на ход игры. | Сара Ласина                    | Брэд Калпеппер                        | Трой «Тройзан» Робертсон              | 7-3-0     | Обнуляющий идол; Наследственное преимущество; Расширение племён; Совместный совет племени; Перемешка племён; Остров изгнания; Дополнительный голос; Лишение голоса                                                                            |
| 35 | Heroes v. Healers v. Hustlers (Герои против целителей против дельцов) Съёмки: апрель—май 2017 Эфир: сентябрь—декабрь 2017       | Острова Маманута, Фиджи                                               | Три племени по шесть человек — участники поделены на три категории: герои, совершающие в жизни героические поступки; целители, помогающие нуждающимся в помощи; и дельцы, целеустремлённые люди, которые не остановятся ни перед чем.                  | Бен Дриберген                  | Крисси Хофбек                         | Райан Ульрих                          | 5-2-1     | Обнуляющий идол; Перемешка племён; Блокирование голоса; Дополнительный голос |
| 36 | Ghost Island (Остров призраков) Съёмки: июнь—июль 2017 Эфир: февраль—май 2018                                                   | Острова Маманута, Фиджи                                               | Два племени по десять человек. | Уэнделл Холланд                | Доменик Аббате                        | Лорел Джонсон                         | 5-5-0 1-0 | Остров призраков; Наследственное преимущество; Обнуляющий идол; Дополнительный голос; Лидеры; Перемешка племён; Расширение племён; Преимущество в соревновании                                                                                |
| 37 | David vs. Goliath (Давид против Голиафа) Съёмки: март—май 2018 Эфир: сентябрь—декабрь 2018                                      | Острова Маманута, Фиджи                                               | Два племени по десять человек. Одно из племён состоит из «Давидов» — людей, которые в своей жизни привыкли преодолевать трудности; второе — из «Голиафов» — людей, обладающих значительной силой, либо в прямом, либо в переносном смысле этого слова. | Ник Уилсон                     | Майк Уайт                             | Анджелина Кили                        | 7-3-0     | Обнуляющий идол; Расширение племён; Аннулирователь идола иммунитета; Лишение голоса |
| 38 | Edge of Extinction (Край вымирания) Съёмки: май—июль 2018 Эфир: февраль—май 2019                                                | Острова Маманута, Фиджи                                               | Два племени по девять человек. Двое из участников племени уже играли в предыдущих сезонах. | Крис Андервуд                  | Гэвин Уитсон                          | Джули Розенберг                       | 9-4-0     | Край вымирания; Обнуляющий идол; Расширение племён; Дополнительный голос; Совместный совет племени; Усложнение соревнования; Преимущество в соревновании                                                                                      |
| 39 | Island of the Idols (Остров идолов) Съёмки: март—апрель 2019 Эфир: сентябрь—декабрь 2019                                        | Острова Маманута, Фиджи                                               | Два племени по десять человек. | Томми Шихэн                    | Дин Ковальски                         | Нура Салман                           | 8-2-0     | Остров идолов; Обнуляющий идол; Перемешка племён; Блокирование голоса; Безопасность без влияния; Аннулирователь идола иммунитета |
| 40 | Winners at War (Битва победителей) Съёмки: май—июнь 2019 Эфир: февраль—май 2020                                                 | Острова Маманута, Фиджи                                               | Два племени по десять победителей предыдущих сезонов. | Тони Влахос (второй раз)       | Натали Андерсон                       | Мишель Фицджеральд                    | 12-4-0    | Край вымирания; Обнуляющий идол; Огненные жетоны; Безопасность без влияния; Лишение голоса; Аннулирователь идола иммунитета; Монета 50х50; Вымогательство; Усложнение соревнования; Расширение племён; Преимущество в соревновании            |
| 41 | 41 (Сорок один) Съёмки: апрель—май 2021 Эфир: сентябрь—декабрь 2021                                                             | Острова Маманута, Фиджи                                               | Три племени по шесть человек. | Эрика Касупанан                | Дешон Рэдден                          | Кзэндер Хэстингз                      | 7-1-0     | Укороченный сезон; Пальцем в небо; Дополнительный голос; Лишение голоса; Знание — сила; Обнуляющий идол; Песочные часы; Право на объединение; Победа или смерть; Саммит (остров штурвала); Преимущество в соревновании                        |
| 42 | 42 (Сорок два) Съёмки: май-июнь 2021 Эфир: март—май 2022                                                                        | Острова Маманута, Фиджи                                               | Три племени по шесть человек. | Мэриэнн Окетч                  | Майк Тёрнер                           | Ромео Эскобар                         | 7-1-0     | Укороченный сезон; Пальцем в небо; Амулет преимущества; Обнуляющий идол; Дополнительный голос; Аннулирователь идола иммунитета; Песочные часы; Право на объединение; Победа или смерть; Саммит (остров штурвала); Преимущество в соревновании |
| 43 | 43 (Сорок три) Съёмки: май 2022 Эфир: сентябрь—декабрь 2022                                                                     | Острова Маманута, Фиджи                                               | Три племени по шесть человек. | Майк Гейблер                   | Кэссиди Кларк                         | Оуэн Найт                             | 7-1-0     | Укороченный сезон; Пальцем в небо; Обнуляющий идол; Лишение голоса; Знание — сила; Право на объединение; Выбор чемпиона; Саммит (остров штурвала); Преимущество в соревновании                                                                |
| 44 | 44 (Сорок четыре) Съёмки: июнь 2022 Эфир: март-май 2023                                                                         | Острова Маманута, Фиджи                                               | Три племени по шесть человек. | Джамиль «Джам-Джам» Арочо      | Хайди Лагарес-Гринблатт               | Кэролайн Уайгер                       | 7-1-0     | Укороченный сезон; Пальцем в небо; Обнуляющий идол; Дополнительный голос; Перемешка племён; Право на объединение; Контроль над голосом; Саммит (остров штурвала)                                                                              |
| 45 | 45 (Сорок пять) Съёмки: апрель-май 2023 Эфир: сентябрь-декабрь 2023                                                             | Острова Маманута, Фиджи                                               | Три племени по шесть человек. | Дианелис «Ди» Вальядарес       | Остин Ли Кун                          | Джейк О’Кейн                          | 5-3-0     | Укороченный сезон; Пальцем в небо; Обнуляющий идол; Перемешка племён; Право на объединение; Саммит (остров штурвала); Безопасность без влияния; Амулет преимущества; Голос обозревателя; Восстановление голоса; Преимущество в соревновании   |
| 46 | 46 (Сорок шесть) Съёмки: июнь 2023 Эфир: февраль-май 2024                                                                       | Острова Маманута, Фиджи                                               | Три племени по шесть человек. | Кензи Петти                    | Чарли Дэвис                           | Бен Кацман                            | 5-3-0     | Укороченный сезон; Пальцем в небо; Обнуляющий идол; Перемешка племён; Право на объединение; Саммит (остров штурвала); Дополнительный голос |
| 47 | 47 (Сорок семь) Съёмки: май-июнь 2024 Эфир: сентябрь-декабрь 2024                                                               | Острова Маманута, Фиджи                                               | Три племени по шесть человек. | Рейчел ЛаМонт                  | Сэм Фэлен                             | Сью Смей                              | 7-1-0     | Укороченный сезон; Пальцем в небо; Обнуляющий идол; Право на объединение; Саммит (остров штурвала); Безопасность без влияния; Лишение голоса; Амулет преимущества; Преимущество в соревновании                                                |
| 48 | 48 (Сорок восемь) Съёмки: июнь-июль 2024 Эфир: февраль-май 2025                                                                 | Острова Маманута, Фиджи                                               | Три племени по шесть человек. | Кайл Фрейзер                   | Эва Эриксон                           | Джо Хантер                            | 5-2-1     | Укороченный сезон; Пальцем в небо; Обнуляющий идол; Саммит (остров штурвала); Право на объединение; Безопасность без влияния; Преимущество в соревновании; Лишение голоса; Блокирование голоса; Дополнительный голос                          |
| 49 | 49 (Сорок девять) Съёмки: апрель-май 2025 Эфир: сентябрь-декабрь 2025                                                           | Острова Маманута, Фиджи                                               | Три племени по шесть человек. |                                |                                       |                                       |           | Укороченный сезон; Пальцем в небо; Обнуляющий идол; Саммит (остров штурвала) |
| 50 | 50: In the Hands of the Fans (Пятьдесят: В руках поклонников) Съёмки: июнь 2025 Эфир: весна 2026                                | Острова Маманута, Фиджи                                               | Три племени по восемь человек, все — участники предыдущих сезонов |                                |                                       |                                       |           | Укороченный сезон |

## Рекорды и достижения
- Двукратными победителями шоу являются Сандра Диаз-Туайн, выигравшая 7-й и 20-й сезоны, и Тони Влахос, выигравший 28-й и 40-й сезоны. Противоположный рекорд установила Франческа Хоги, ставшая единственным участником, выбывшим из игры первым более одного раза (в 22-м и 26-м сезонах).
- В двух случаях на шоу разыгрывался приз не в один, а в два миллиона долларов. В восьмом сезоне, в котором участвовали звёзды предыдущих семи, миллион долларов достались победителю — Эмбер Бркич-Мариано, и ещё один миллион долларов получил игрок, признанный зрителями самым популярным — Руперт Боунхэм, занявший в том сезоне четвёртое место. В сороковом сезоне, в котором участвовали исключительно победители шоу, два миллиона долларов были призом за первое место. Их получил Тони Влахос.
- Больше всего сезонов, пять — сыграли Роб Мариано (4, 8, 20, 22, 40), Сири Филдз (12, 16, 20, 34, 50) и Оззи Луст (13, 16, 23, 34, 50). На втором месте с четырьмя сезонами: Руперт Боунхэм (7, 8, 20, 27), Сандра Диаз-Туайн (7, 20, 34, 40), Парвати Шэллоу (13, 16, 20, 40), Тайсон Апостол (18, 20, 27, 40), Колби Доналдсон (2, 8, 20, 50), Стефени ЛаГросса (10, 11, 20, 50), Бенджамин «Тренер» Уэйд (18, 20, 23, 50) и Обри Бракко (32, 34, 38, 50).
- Самым взрослым участником шоу является уроженец 1928 года Руди Боуш, сыгравший в 1-м (в возрасте 72 года) и 8-м (в возрасте 75 лет) сезонах. Боуш — единственный участник шоу, родившийся в 1920-х годах, и до 2015 года был единственным, кому во время игры было за 70. Вторым человеком, попавшим на шоу в возрасте за 70, стал Джо дель Кампо (участник 32-го сезона), которому во время съёмок был 71 год[14][15].
- Самым молодым участником шоу является Сами Лайади (сезон 43), родившийся в октябре 2002 года. Уроженец 1997 года Уилл Вол, которому на момент начала съёмок 33-го сезона в 2016 году было 18 лет, 7 месяцев и 24 дня, является самым молодым участником на момент съёмок (тогда Вол был ещё школьником).
- Самым взрослым победителем является уроженец 1951 года Боб Краули, выигравший 17 сезон в возрасте 57-и лет[16]. Среди женщин уроженка 1971 года Дениз Стэпли является самым взрослым победителем на момент выигрыша (41 год), однако самой взрослой женщиной, выигравшей шоу является уроженка 1960 года Тина Уэссон (которой было 40, когда она была объявлена победителем)[17].
- Самым молодым победителем на момент выигрыша является уроженец 1989 года Джад Бирза, который выиграл в возрасте 21 года[18]. Самым молодым победителем по дате рождения является уроженка 1998 года Мэриэнн Окетч, которой на момент победы было 23 года. Самой молодой на момент выигрыша женщиной является уроженка 1981 года Дженна Мораска, которой было 22 года в день объявления результатов 6-го сезона, победителем которого она стала[19]. Самым молодым мужчиной-победителем по дате рождения является Кайл Фрейзер, уроженец 1993 года, которому было 30 лет, когда его объявили победителем 48-го сезона.
- Четырнадцать участников соревновались в двух сезонах подряд: Руперт Боунхэм (7 и 8), Бобби Джон Дринкард (10 и 11), Стефени ЛаГросса (10 и 11), Аманда Киммел (15 и 16), Джеймс Клемент (15 и 16), Рассел Хэнц (19 и 20), Малкольм Фреберг (25 и 26), Ширин Оскоои (30 и 31), Джо Энглим (30 и 31), Микаэла Брэдшоу (33 и 34), Зик Смит (33 и 34), Брюс Перролт (44 и 45), а также два участника сезона 49, которые сыграли и в сезоне 50, чьи имена будут объявлены после выхода в эфир сезона 49.
- Победительница сезона 41 Эрика Касупанан является также первым участником из Канады. До неё в шоу уже принимали участие канадцы (первым был хоккеист Том Лэйдлоу), но Эрика стала первой, проживавшей в Канаде на момент участия[20].
- Участник и победитель 44 сезона Джам-Джам Арочо также является первым представителем Пуэрто-Рико на шоу.